# Thomisus tuberculatus
Thomisus tuberculatus là một loài nhện trong họ Thomisidae.
Loài này thuộc chi Thomisus. Thomisus tuberculatus được miêu tả năm 1935 bởi Dyal.